# Echte tonderzwam
De echte tonderzwam (Fomes fomentarius, synoniem: Polyporus fomentarius), in de volksmond ook tondelzwam of tonder-gaatjeszwam genoemd, is een schimmel die behoort tot de familie Polyporaceae. Het is een zwakteparasiet die groeit op verzwakte levende of dode bomen. Hij heeft vooral een voorkeur voor berk (66%) en Beuk (24%). Andere substraten zijn populier (4%), eik (3%) en een aantal andere loofbomen in nog kleinere aantallen.

## Naamgeving
De echte tonderzwam heeft zijn naam deels te danken aan het feit dat zijn vlees vaak wordt gebruikt voor het vervaardigen van tondel. In de 17e eeuw werd dit licht ontvlambare materiaal, dat werd gebruikt voor het laten smeulen van vuur, 'tonder' genoemd. In 1691 introduceerde de Nederlandse taalkundige William Sewel in zijn boek A Large Dictionary of English-Dutch het Nederlandse woord 'tondel', zoals dat tegenwoordig gewoonlijk wordt gebruikt. Om onderscheid te maken met andere paddenstoelen die worden gebruikt om tondel te maken, zoals de dikrandtonderzwam (Ganoderma adspersum) en de platte tonderzwam (Ganoderma applanatum), wordt het voorvoegsel 'echte' gebruikt.
Ook de wetenschappelijke naam refereert aan tondel. De geslachtsnaam Fomes is Latijn voor 'tondel' en de soortnaam fomentarius is afgeleid van het Latijnse fomentum, wat vertaald kan worden met 'warm houden'.

## Kenmerken

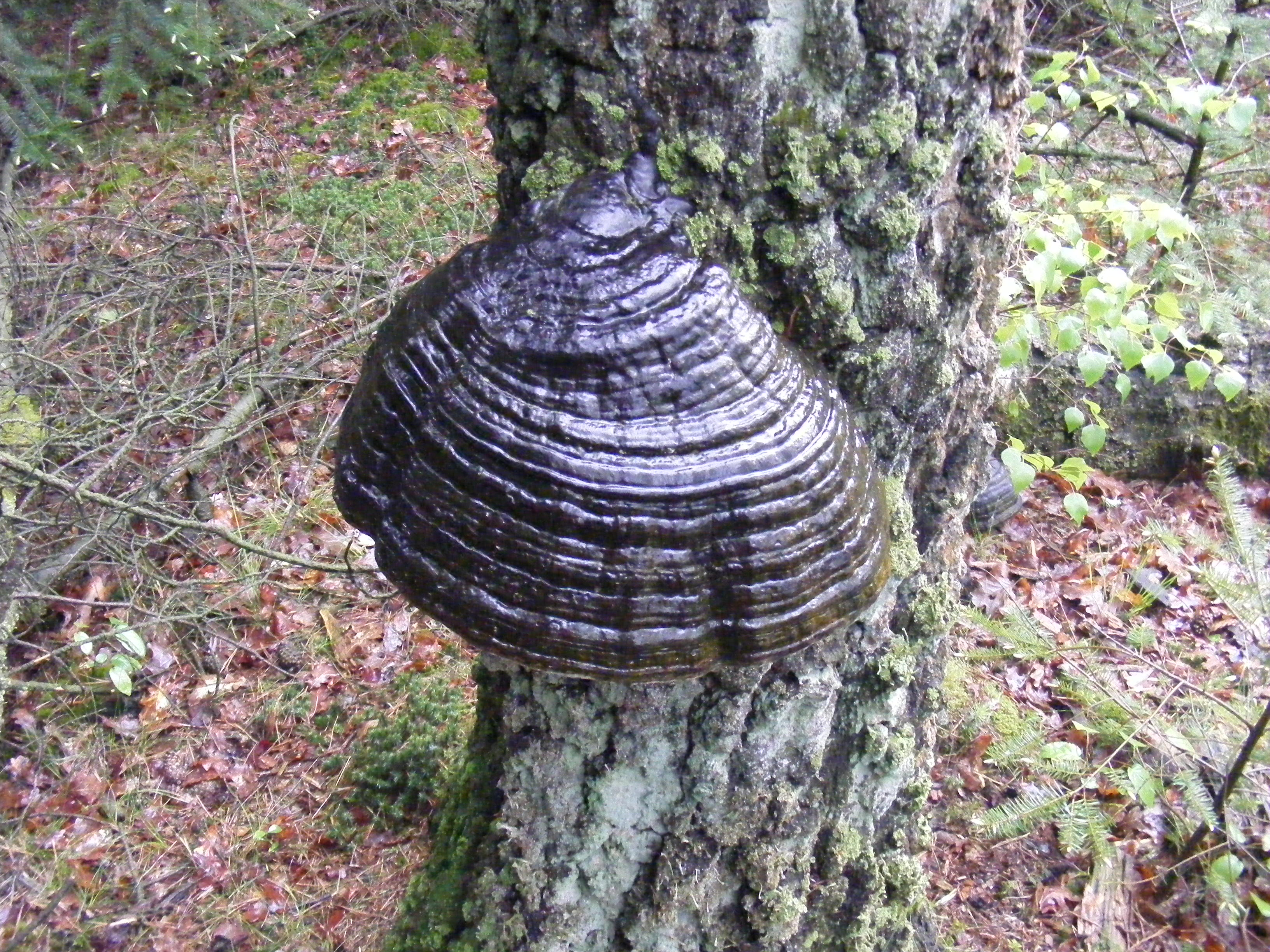
Zeer donkere vruchtlichamen werden voorheen gezien als behorende tot een aparte soort.

Het vruchtlichaam van de echte tonderzwam is meerjarig. Het kan consolevormig zijn, maar in de meeste gevallen is het klok- of koepelvormig en hooggewelfd, waarbij een groot deel van de onderste helft vrij van het substraat hangt. De paddenstoel kan in de loop der tijd een afmeting bereiken van 10 tot 30 bij 5 tot 20 centimeter, met een dikte van 10 tot 25 centimeter. De bovenzijde is sterk gewelfd en bedekt met een harde korst van een à twee millimeter dik. Wanneer deze in aanraking komt met vuur, zal het niet smelten als bij de meeste paddenstoelen, maar verkolen. Hierdoor is de zwam erg vuurbestendig.
Het oppervlak van de korst is bedekt met brede, concentrische ringen die de paddenstoel een gestreept uiterlijk geven. De kleuren van de echte tonderzwam kunnen sterk uiteenlopen, van zilvergrijs, rood- of donkerbruin tot bijna zwart. Aanvankelijk werden zeer donkere paddenstoelen zelfs aangezien voor een aparte soort, Fomes nigricans genaamd. Ter hoogte van de stompe, viltige groeirand onderaan is de paddenstoel doorgaans lichter gekleurd in de groeiperiode.

### Samenstelling

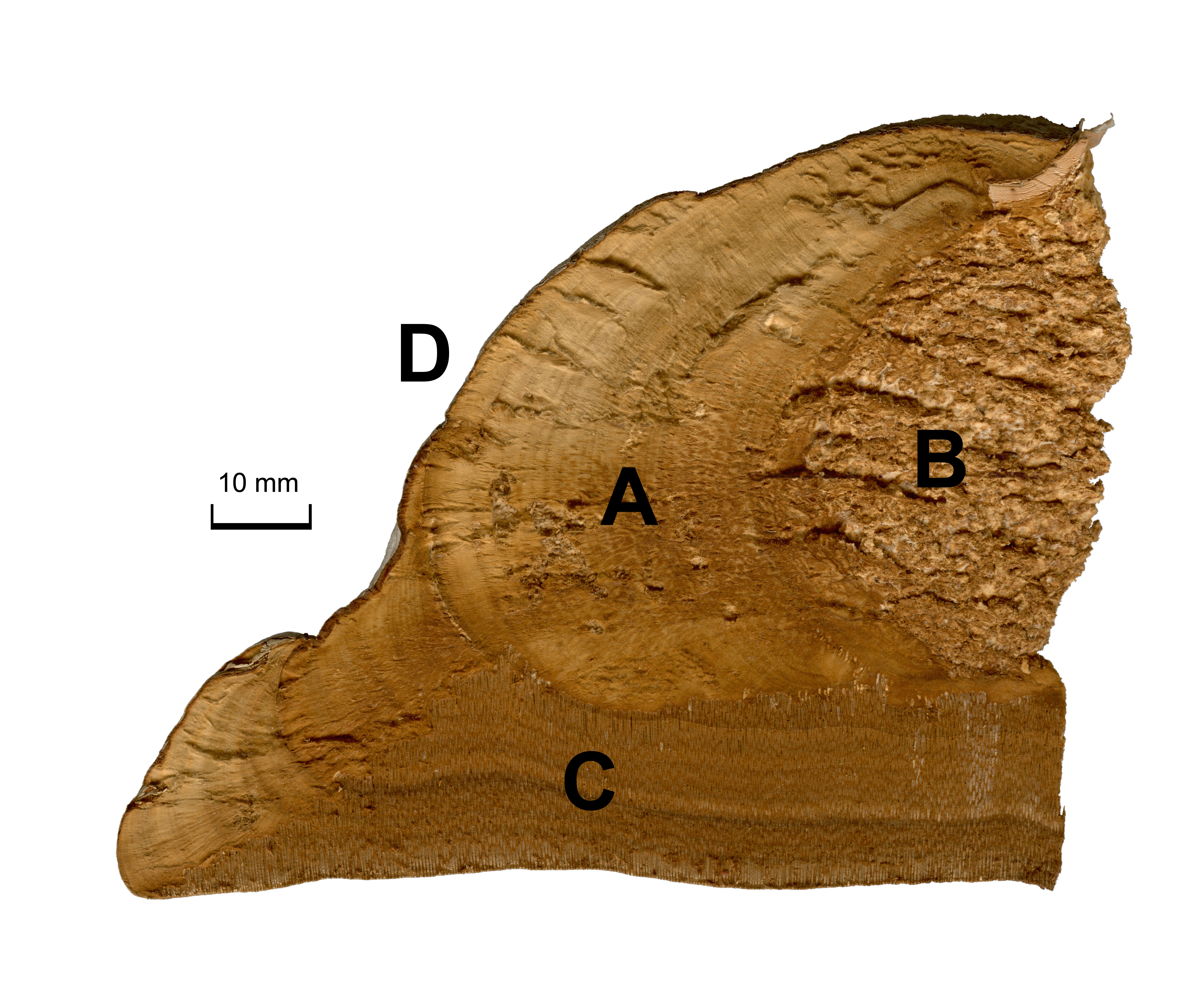
Dwarsdoorsnede van het vruchtlichaam

Voor een groot deel bestaat het aangenaam geurende vlees van de echte tonderzwam uit de lichtbruine, kurkachtige context, een taaie structuur van schimmeldraden die niet gebruikt worden voor de vermenigvuldiging van de zwam, maar voor de stevige structuur van het vruchtlichaam. Het vruchtlichaam is middels de myceliumkern bevestigd aan het substraat. Deze verzameling schimmeldraden, die net als de schimmeldraden van de context ongeslachtelijk zijn, onttrekt voedingsstoffen uit de gastheer en heeft een veel zachtere structuur. Een derde type schimmeldraden is wel geslachtelijk, deze schimmeldraden hebben op hun septa (tussenwanden) uitgroeiingen, gespen geheten. Deze zorgen ervoor dat elke cel van de schimmeldraad twee verschillende celkernen krijgt, zodat er genoeg genetische variatie in het vruchtlichaam aanwezig is.
Fomentariol is een chemische stof die alleen in de echte tonderzwam wordt aangetroffen, met name in de korst. Wanneer een druppel kaliumhydroxide of een andere alkali op de zwam wordt gedruppeld zal deze vloeistof reageren op het fomentariol en vervolgens donkerrood kleuren.

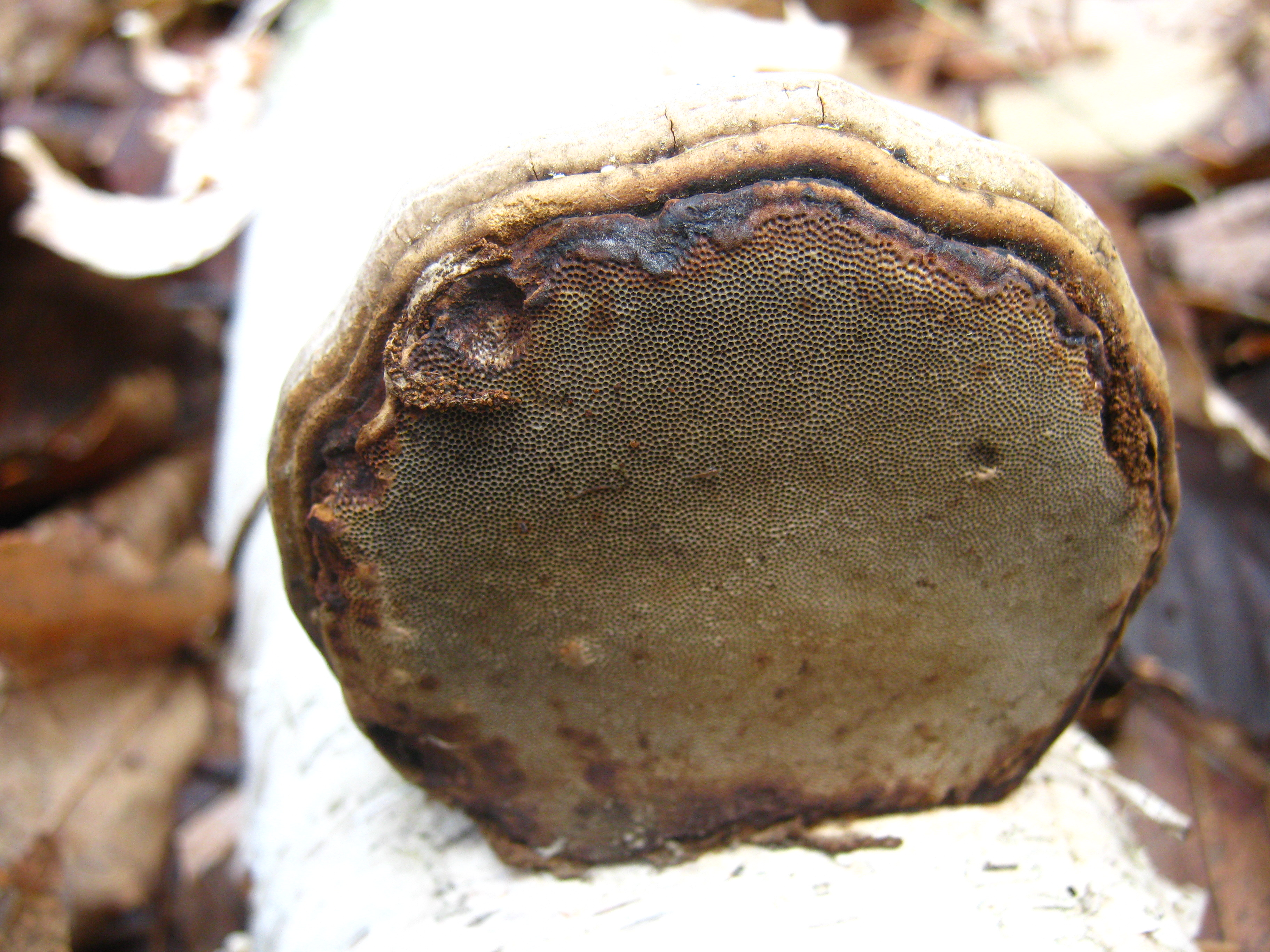
Hymenium

### Hymenium
Elk jaar groeit een nieuw hymenium aan dat bestaat uit een laag buisjes van twee tot acht millimeter dik, met een dichtheid van drie à vier poriën per vierkante millimeter. De ronde poriën zijn aanvankelijk crème tot lichtoker en kleuren na verloop van tijd naar bruin. Ook wanneer de buisjes worden aangeraakt of beschadigd raken, kleuren ze donker. De citroengele basidiosporen zijn langwerpig en ellipsvormig, ze meten 15 tot 20 bij 5 tot 7 micrometer. Het sporenafdruk is wit.

### Gelijkende soorten
De paddenstoelen van de echte tonderzwam kunnen worden verward met paddenstoelen van het geslacht Ganoderma, Fomes of andere zwammen. Vooral jonge vruchtlichamen van de echte tonderzwam kunnen makkelijk verward worden met de roodgerande houtzwam (Fomitopsis pinicola). Deze verwante zwam heeft echter een dunnere buisjeslaag van een à twee millimeter dik en het vlees geurt zurig. Ook de echte vuurzwam (Phellinus igniarius) lijkt sterk op de echte tonderzwam. De poriën zijn echter kleiner en hebben een dichtheid van vijf à zes per vierkante millimeter.

## Verspreiding, ecologie en levenswijze

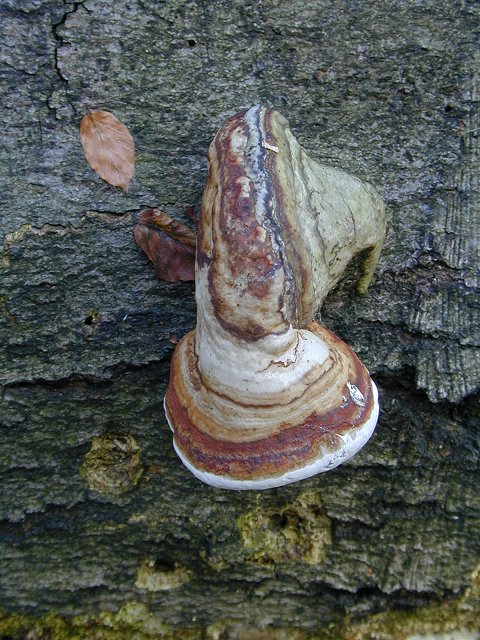
De echte tonderzwam past zijn groeiwijze aan nadat een boom is geveld.

De echte tonderzwam komt voor in Noord- en Zuidelijk Afrika, Azië, het oosten van Noord-Amerika en Europa. In Nederland en België is het een vrij algemene soort. In Nederland staat de soort niet op de Rode Lijst van beschermde paddenstoelen. Het mycelium veroorzaakt witrot en tast zo het hout van loofbomen aan. De echte tonderzwam heeft een voorkeur voor berken en beuken, maar komt ook voor op lindes en populieren. Het is een zwakteparasiet, wat wil zeggen dat hij voornamelijk parasiteert op verzwakte bomen totdat ze afsterven, waarna hij als saprofyt verder leeft op het dode hout. Wanneer de boom omvalt, is de zwam in staat om een nieuw hymenium te produceren dat haaks staat op het oude vruchtlichaam, zodat de sporen loodrecht naar beneden kunnen vallen.
In de lente en de herfst verlaten de basidiosporen de buisjes, waarbij de grootste hoeveelheden in de maanden mei en juni vallen. De sporenproductie van de echte tonderzwam is in vergelijking tot die van andere zwammensoorten groot, soms wordt door een enkel vruchtlichaam elk uur 887 miljoen sporen geproduceerd. De grond rond een groep echte tonderzwammen kan in deze periode wit zien van de gevallen sporen.
De echte tonderzwam is van groot belang voor de voortplanting van veel insectensoorten, waaronder een aantal zeldzame kevers en sluipwespen. Deze leggen hun eitjes in het vruchtlichaam, waarop de larven zich te goed doen aan het vlees.

## Relatie met de mens

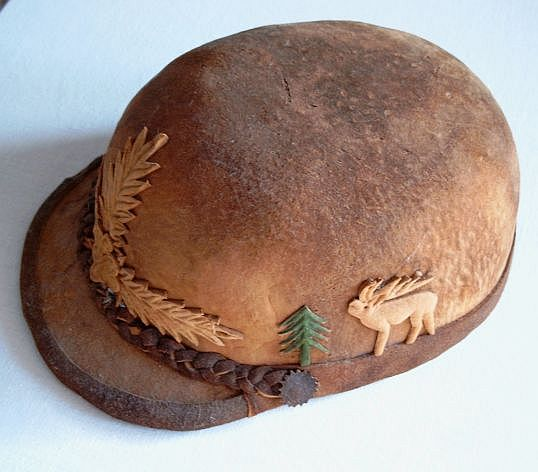
Een Roemeense hoed gemaakt van schijven uit de echte tonderzwam

De paddenstoelen van de echte tonderzwam worden al sinds de prehistorie door mensen gebruikt. Zo ontdekte men in een zak van Ötzi, een 5300 jaar oude ijsmummie, een voorwerp van gevlochten schimmeldraden van de echte tonderzwam. Uit het vruchtlichaam kan een zacht vilt worden gewonnen, waarvan in het verleden bijvoorbeeld handtassen en hoofddeksels werden gemaakt. In de Schotse Hooglanden werden vroeger schijven van het vrijwel ondoordringbare gedroogde vruchtlichaam gebruikt als vervanging voor leer, onder meer bij het bekleden van schilden.
Het gebruik als tondel is een bekende toepassing van de echte tonderzwam. De kernen van jonge zwammen worden gekneusd tot een pluizig, zacht tondel. Dit wordt gebruikt om vonken op te vangen van een vuurslag, waarna het gemakkelijk vlamvat.